# Huerta de Arriba
Huerta de Arriba település Spanyolországban, Burgos tartományban. Huerta de Arriba Valle de Valdelaguna községgel határos. Lakosainak száma 128 fő (2024).

## Népesség
A település népessége az utóbbi években az alábbiak szerint változott:
| Lakosok száma | 187  | 170  | 156  | 150  | 135  | 127  | 128  | 131  | 128  | 128  |
|               | 2001 | 2004 | 2006 | 2009 | 2011 | 2014 | 2016 | 2019 | 2021 | 2024 |